# Ernst von Bergmann

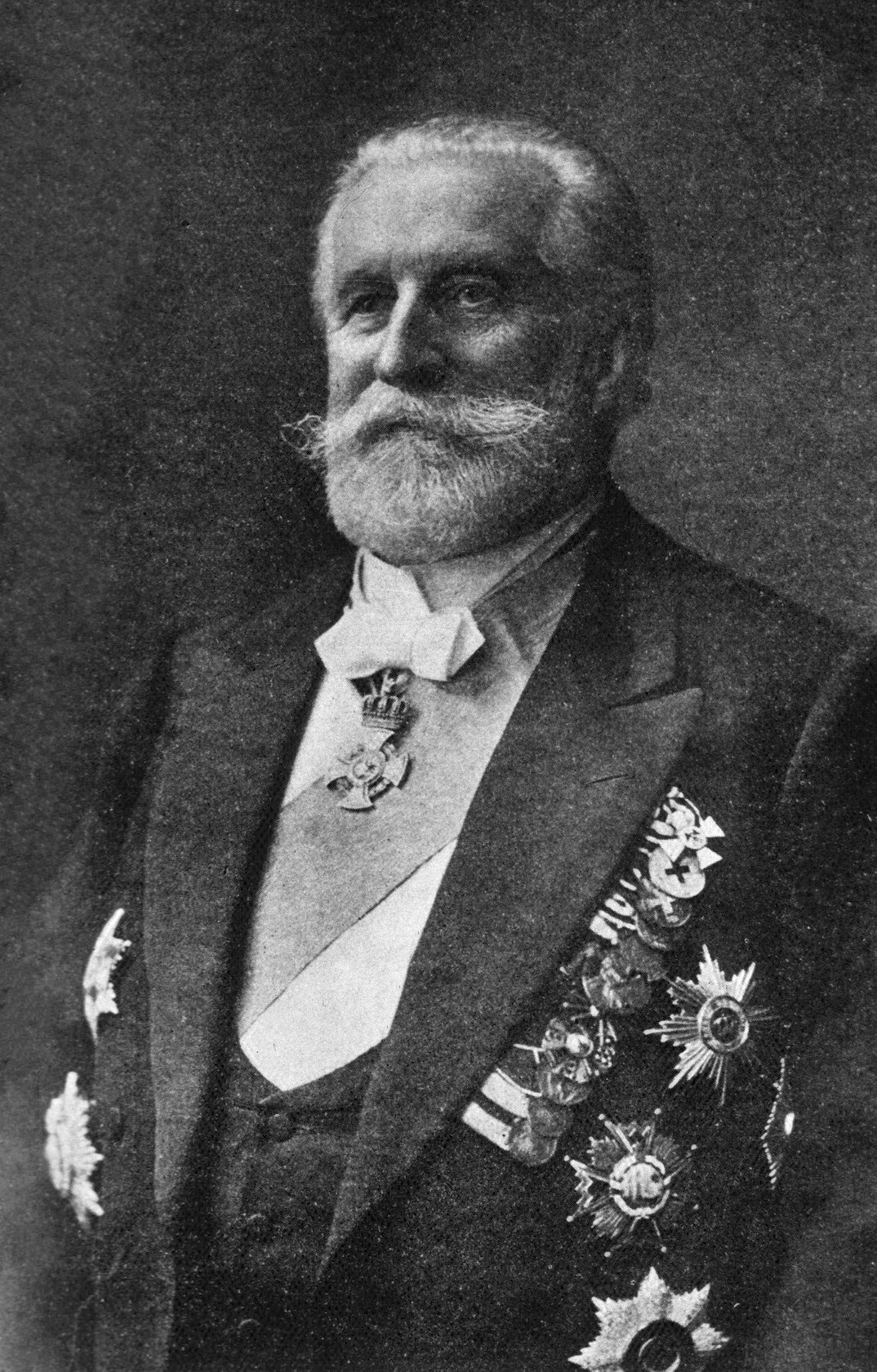
Fotografia oficjalna z odznaczeniami państwowymi

Ernst Gustav Benjamin von Bergmann (ur. 16 grudnia 1836 w Rydze, zm. 25 marca 1907 w Wiesbaden) – niemiecki chirurg, profesor na Uniwersytecie w Dorpacie i w Würzburgu, od 1882 roku na Uniwersytecie w Berlinie. Spopularyzował aseptykę w chirurgii. Jego asystentami w Berlinie byli Curt Schimmelbusch i Friedrich Gustav von Bramann. Jego syn Gustav von Bergmann (1878–1955) był uznanym lekarzem internistą.
Absolwent Uniwersytetu w Dorpacie, obronił doktorat w 1860, habilitował się w 1863 na podstawie rozprawy Zur Lehre von der Fettembole. W 1878 przeniósł się do Würzburga jako profesor zwyczajny na tamtejszym uniwersytecie. W 1882 przeniósł się do Berlina, oprócz pracy na uniwersytecie, objął funkcję dyrektora Królewskiego Uniwersyteckiego Szpitala Chirurgicznego w Berlinie.